# Bruslařkovití
Bruslařkovití (Gerridae) jsou čeleď ploštic, jejíž zástupci se umí pohybovat po vodní hladině. Této schopnosti dosahují díky dlouhým, štíhlým a ohebným končetinám, jež umožňují rozložení tělesné hmotnosti na velkou plochu, stejně jako díky přítomnosti velkého množství nesmáčivých chloupků. Bruslařkovití dosahují celkové délky těla asi 2 až 12 mm, někdy až 25 mm (značně velké jsou např. některé druhy ze severní polokoule, které se řadí do rodu Aquarius). Vůbec největší je špatně známý asijský druh Gigantometra gigas, jenž dorůstá délky i přes 30 mm, přičemž samci jsou netypicky o něco větší než samice. Charakteristickým rysem této čeledi je variabilita v délce křídel, od jejich úplné absence až po dlouhá křídla. Objevuje se vnitrodruhově i mezidruhově a její evoluce byla značně dynamická. Vnitrodruhový polymorfismus v délce křídel může záviset na denzitě a díky tomu pomáhá udržovat optimální velikost populace.
Většina bruslařkovitých obývá sladkovodní biotopy, výjimečně ovšem i slanou vodu. Z tohoto pohledu vyniká rod Halobates, jehož některé druhy žijí i na otevřeném oceánu. Potravu bruslařkovitých tvoří zejména další bezobratlí, kteří uvíznou na vodní hladině. Bruslařka je detekuje pomocí zaznamenaných vibrací, následně je propíchne svým sosákem a vysaje. Objevuje se i kanibalismus.
Ačkoli se bruslařky mohou sdružovat ve skupinách, zvláště během období rozmnožování se chovají teritoriálně. Samci i samice si mohou vydržovat vlastní území, jak bylo prokázáno např. u druhu Metrocoris histrio. Komunikaci mezi jedinci zprostředkovávají vibrace vysílané po vodní hladině. Samec, kterému samice dovolí se s ní pářit, s ní zůstane spojen po celé období rozmnožování. Vajíčka samice často – nikoli však výhradně – klade na vodní rostliny či kameny. Dospělé bruslařky ze sezónních oblastí zimují.